# Jean-Marc Boegner
Pour les articles homonymes, voir Boegner.
Jean-Marc Boegner est un diplomate français élevé à la dignité d'ambassadeur de France en 1973, né le 3 juillet 1913 à Paris et mort le 24 janvier 2003 à Chamonix.

## Famille
Jean-Marc Boegner est le fils du théologien et pasteur Marc Boegner, le frère du patron de presse Philippe Boegner, le neveu du diplomate Paul Bargeton et le petit-fils du haut fonctionnaire Louis Bargeton (par sa mère Jeanne Bargeton).
De son union avec Odilie de Moustier, il a trois filles :
- Antoinette, qui épouse Josselin de Rohan-Chabot,
- Nathalie, qui épouse Arnauld du Moulin de Labarthète,
- Sophie, qui épouse Pierre Lévine.

Odilie de Moustier ayant hérité une part significative du patrimoine de la famille Wendel, sa fille Sophie Boegner se fait connaître par sa pugnacité dans la lutte contre les agissements de son cousin Ernest-Antoine Seillière et de Jean-Bernard Lafonta à la tête des sociétés SPLS et Wendel.

## Carrière

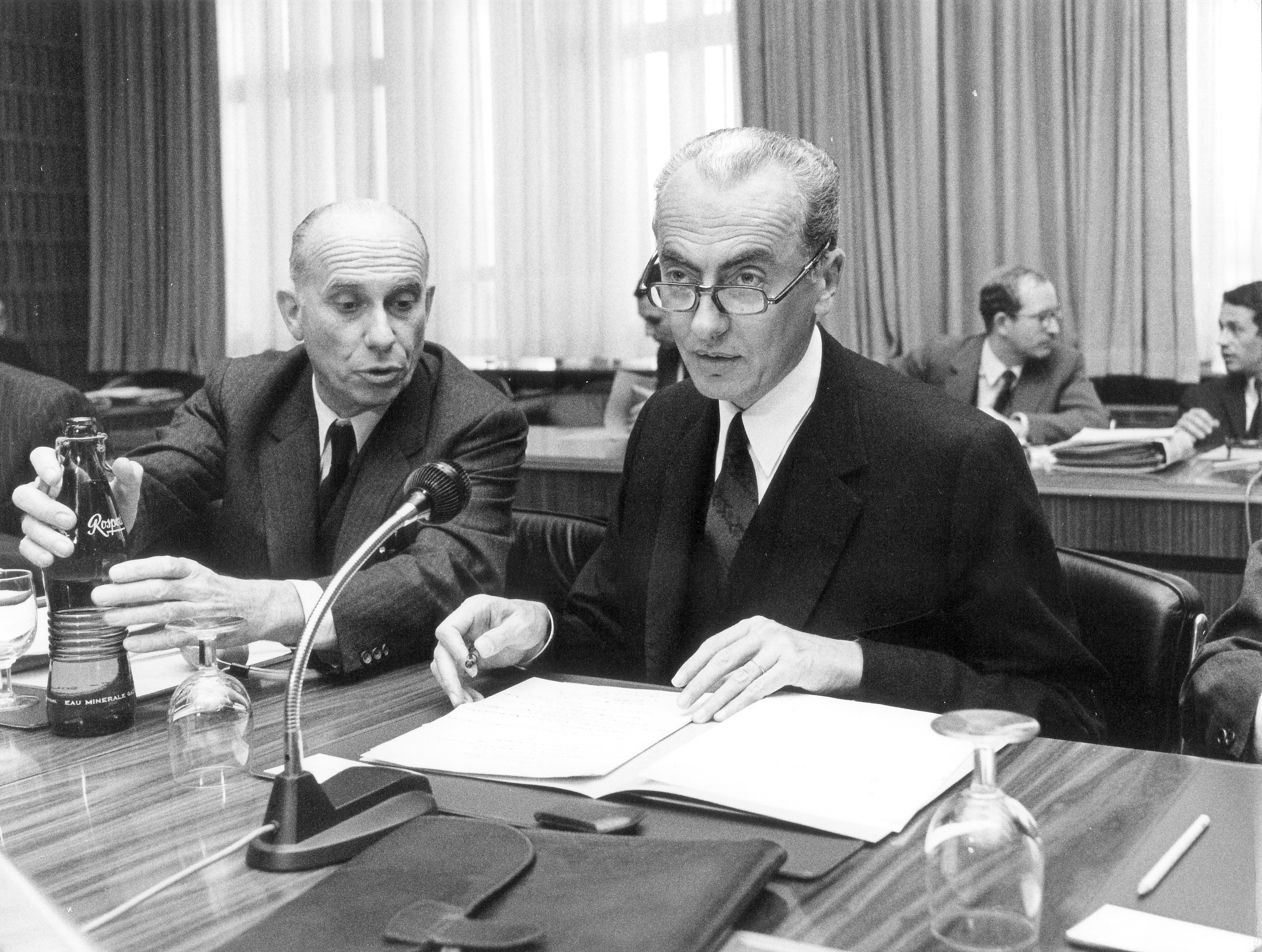
Jean-Marc Boegner (à gauche) en tant que représentant permanent auprès des Communautés européennes, aux côtés du ministre André Bettencourt en 1971.

Après des études à la faculté des Lettres de la Sorbonne puis à l'École libre des Sciences politiques, Jean-Marc Boegner devient successivement :
- 1939 : attaché d'ambassade en Allemagne (à Berlin)
- 1940 : attaché d'ambassade en Turquie (à Ankara)
- 1941 : attaché d'ambassade au Liban (à Beyrouth)
- 1945 : conseiller d'ambassade en Suède
- 1947 : conseiller d'ambassade aux Pays-Bas
- 1948 : conseiller d'ambassade à l'administration centrale
- 1952 : chef de service au Quai d'Orsay (sous-directeur du service des pactes)
- 1954 : Ministre plénipotentiaire
- 1955 : directeur du cabinet du ministre délégué à la Présidence du Conseil Gaston Palewski
- 1958-1959 : conseiller technique au cabinet du Président du Conseil Charles de Gaulle
- Janvier 1959 : conseiller technique au secrétariat général de la Présidence de la République
- Novembre 1959 : ambassadeur de France en Tunisie
- 1961-1972 : représentant permanent de la France auprès des Communautés européennes à Bruxelles
- 1975-1978 : représentant permanent de la France auprès de l'OCDE
- 1986-1987 : conseiller auprès du Premier ministre Jacques Chirac

## Décorations
- Commandeur de l'ordre national du Mérite
- Grand officier de la Légion d'honneur

## Ouvrage
- Le Marché commun de six à neuf (1974)